# アンコウ

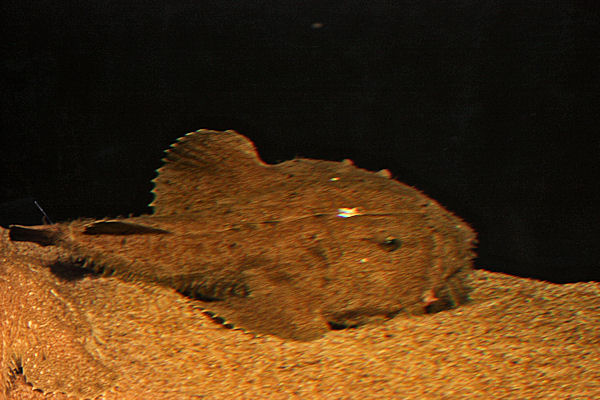
生きた「キアンコウ」はアクアワールド・茨城県大洗水族館「深海の海ゾーン」などで見る事が出来る。

アンコウ（鮟鱇、華臍魚）とは、第1義には、アンコウ目中の、アンコウ科に分類される魚の日本語における総称である。しかし、アンコウ目全体をも指す。また、アンコウ科の中でも特に食用とするものだけを指す場合もある。※本項は、古来の日本語でいう「あんこう」と、分類上の「アンコウ科」について解説する。
「アンコウ科」と結果的同義と言える英語としては goosefish と monkfish があり、日本語「アンコウ」の第1義とも同義と言える。英語には anglerfish という語もあるが、こちらはより広く「アンコウ目」および日本語最広義の「アンコウ」と同義と言える。

## 分類
アンコウ類はタラ類の近縁にあたる。アンコウ目は16科300種ほどであるが漁業資源となるのはアンコウ科に属するものだけである。アンコウ科には25種ほどが含まれ、すべてが海水魚で、そのほとんどが深海魚である。以下は主に食用にされるアンコウ類。
キアンコウ（ホンアンコウ） Lophius litulon
メスは尾びれの根元までの体長 1.0mから1.5m程。オスは50cm前後太平洋北西部（日本の北海道から九州南岸、朝鮮半島、東シナ海）の水深500m程までの深海に生息。なお、一般にはキアンコウの別称として「アンコウ」あるいは「ホンアンコウ」と呼ばれることがある。
アンコウ（クツアンコウ） Lophiomus setigerus
全長40cm前後。インド洋、西太平洋域（日本では主に北海道から九州）の水深500m程までの深海に生息。キアンコウの口中は白っぽいのに対して、クツアンコウの口中は黒地に黄白色の水玉模様という特徴がある。
ヨーロッパで主に食べられるアンコウはアングラー、北アメリカで食べられるアンコウは、アメリカンアングラーと呼ばれ、いずれもキアンコウと同じキアンコウ属 ( Lophius ) に含まれる種である。
アングラー（ニシアンコウ） Lophius piscatorius
体長2m、体重60kg近くになる。大西洋東岸（バレンツ海西南部からジブラルタル海峡まで）、地中海、黒海の水深1000mまでの深海に分布。
アメリカンアングラー（アメリカアンコウ） Lophius americanus
全長1.2m、体重20kg。大西洋西岸（カナダ、ケベック州から米国フロリダ州まで）の水深100mまでの海底に分布。

## 特徴
日本では、キアンコウ（ホンアンコウ）とアンコウ（クツアンコウ）が主な食用の種である。両種は別の属に分類されているが、外見は良く似ている。そのため、一般に市場では区別されていない。外見的な特徴は頭部が大きく幅が広いこと。体は暗褐色から黒色で、やわらかく平たい。 

### 分布
北極海、太平洋、インド洋、大西洋、地中海に生息する。

### 生態
アンコウは水深30m-500mの砂泥状の海底に生息する。手足のように変形したヒレで海底を移動する。このことから、アンコウ目の魚類全体に対して底生生活のイメージが持たれているが、アンコウ目のうちチョウチンアンコウなどは深海域の150m-2500mの中層域に生息し、ハナオコゼのように表層に分布するものもある。
擬餌状体という誘引突起による待ち伏せ型の摂餌法をとる魚である。肉食性で、口が大きく、歯が発達している。海底に潜んで他の魚を襲うのに適するため、口はやや上を向いている。頭には2本のアンテナ状の突起があり、長い方には皮がついている。アンコウは泳ぎが下手なため、泳ぎの上手な魚を追い回しても逃げられてしまう。そこで、海底の砂に潜り、その突起の皮を水面で揺らし、これをエサだと思って寄ってきた魚を、丸呑みにして捕食する。突起の皮は擬餌針のような働きをする。
アンコウは主に小魚やプランクトンを捕食するが、種によっては小さなサメ、スルメイカ、カレイ、蟹、ウニ、貝などを捕食するものもある。さらに、たまに水面に出て海鳥を襲うこともあり、食べるために解体したら胃の中にカモメやウミガラス、ペンギンなどが入っていたという報告もある。
体長は大きなもので2m近く、重さも60kg近い種（ニシアンコウ）もある。
アンコウ目の魚類には雌雄差がある。アンコウのメスはオスよりも早く成長し体が大きく寿命も長い。チョウチンアンコウ科に属するチョウチンアンコウではメスの体長が60cm程度なのに対してオスの体長は4cmに満たない。ただ、アンコウ科に属するアンコウは雌雄ともに大きくなる（東シナ海のキアンコウのオスは8歳にもなると全長55cm・体重2kgにも達する）。また、アンコウ目のうちヒレナガチョウチンアンコウ科、ミツクリエナガチョウチンアンコウ科、オニアンコウ科など一部ではオスがメスに寄生する習性を持つ。なおキアンコウなどアンコウ科に属する種はそのような習性は見られない（ちなみにチョウチンアンコウ科に属するチョウチンアンコウもメスに寄生しない）。また産卵時期などにオスのキアンコウがメスに捕食されるケースがある。
名古屋港水族館でキアンコウの産卵シーン撮影が成功している。

## 語源
「あんこう」の語源については「あんぐり」の語に由来するとの説や「赤魚」の意味であるとする説など諸説ある。岩穴にじっとしている様子を「安居」と称したとも、「顎」「暗愚」が転訛したなどととも言われる。ただ、『大和本草』に「國俗鮟鱇ト称ス未見出處恐可為妄称」とあり、江戸時代より不明である。
漢字表記はその音に「安康」のそれぞれの字に魚偏を付けた字（鮟・鱇）を当てたものである。「鮟」は古く中国でナマズを意味する「鰋」の異体字「𩷑[魚(日/女)]」の誤字として見られる。一方の「鱇」は日本で形声で生み出された国字とされている。漢語では「華臍魚」「綬魚」「琵琶魚」「老婆魚」などというが、現代中国語では日本語を輸入し「鮟鱇」「鮟鱇魚」と呼ぶ。
「あんこう」が初めて文献に登場するのは室町時代で、文明以前成立の『精進魚類物語』においてである。『精進魚類物語』は擬人化させた魚鳥を戦わせる『平家物語』のパロディーで、作中に「あむかうの彌太郎」が登場する。
慶長年間成立の『日葡辞書』に「Ancŏ l, angŏ」とあり、当時「あんこう」「あんごう」どちらの読み方も存在した。
『文明本節用集』に「有足魚也 心気良薬」、『日葡辞書』にも「川魚の一種で、足のある魚」とあることから、当時はサンショウウオを意味したとする説がある。現在でも兵庫県や岡山県の一部でオオサンショウウオを「あんこう」と呼ぶ。更に房州弁では「あんごう」はヒキガエルを指す言葉として残っている。

## 利用

### 漁獲

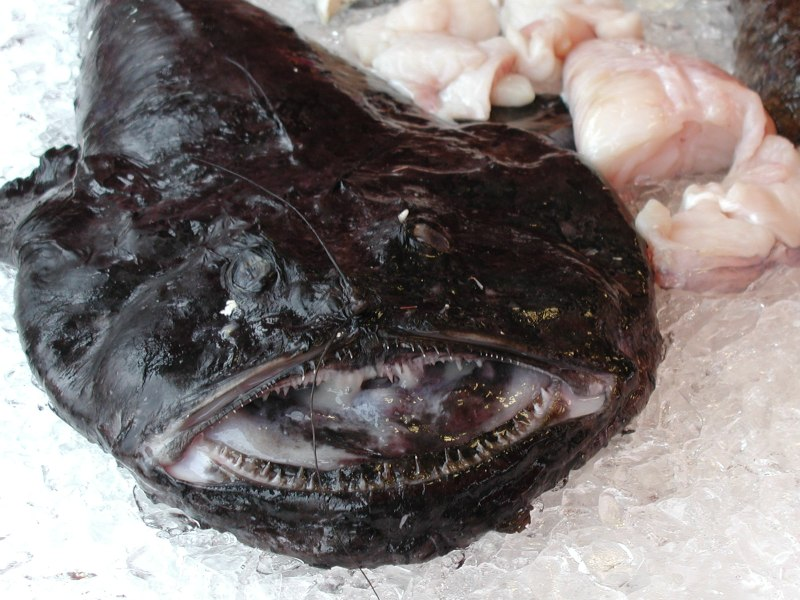
肝とともに市場で売られるニシアンコウ／ノルウェーのベルゲンの魚市場にて。

日本の場合、いくつかの産地があり、底曳網漁・延縄漁・刺網漁などで漁獲される。安定して数多く獲れる地域でない限り、流通産業に乗せて大消費地に送り出すことの難しい魚種ではあり、地元での個人的消費に回されることも多い。今は産地として知られる地域でも、かつては、商業的に軽視されていた、せざるを得なかったケースが珍しくない。例として、青森県下北半島北部にある風間浦村は、地元産のキアンコウを21世紀に入るまでは商業的に十分活かせずにいた。西隣の大間町がブランド魚「大間まぐろ」で成功した取り組みを手本にしつつ、地元産アンコウを一から見直し、当時進捗していた流通革命（冷凍冷蔵技術と輸送技術の目覚ましい進歩）を追い風にして、2010年代前半、ブランド化に成功している（後述）。
茨城県、特に、ひたちなか市の那珂湊漁港および、日立市の久慈浜漁港、北茨城市の平潟の水揚げ量は、底曳網漁が盛んなため多い。アンコウの水揚げ量は、昭和30年代（1955-1964年中）には約749トンという記録が残っているが、2000年代は数十トン程度である。アンコウの水揚げ量は、比較的短い周期で局地的な増減があり、2000年代の茨城県内の水揚げ量は増加傾向にある。また、2000年代には日本各地で漁獲されるようになり、2010年代においては下関市が水揚げ量日本一とされる。東日本では青森県の水揚げ量が一番多い。その青森県内で2番目の水揚げ量を誇る風間浦村は、生きたままの漁獲が常時可能という稀な地域特性を活かし、2010年（平成22年）にブランド「風間浦鮟鱇」を立ち上げて市場の開拓に成功した。延縄漁と刺網漁のいずれかで漁獲した良質の生きたキアンコウを活け締めにし、最新の保冷技術で高い鮮度を保ったまま全国に出荷するというものである。なお、アンコウの地域団体商標登録はこれが史上初であった（2014年登録）。風間浦はアンコウを村外に出荷するだけでなく、12月～翌年3月頃を「風間浦鮟鱇まつり」として下風呂温泉への誘客にも活用している。
山口県の下関港（下関市）はアンコウ水揚げ量が628トン（2016年）と全国最多（2位は島根県浜田市の浜田港で、175トン）。主に関西地方へ出荷され、地元ではフグほどに食べる習慣はなかったが、2003年に「下関漁港沖合底びき網漁業ブランド化協議会」を設立して、ブランド化に乗り出した。
下関市、風間浦村、北茨城市、日立市、宮城県加美町、山形県鶴岡市、石川県珠洲市などは2014年以降「全国あんこうサミット」を開いている。
現代日本におけるアンコウ漁は、産卵を終えた7月から8月までが禁漁期間となっている。基本的に、春先は産卵の時期になると肝が小さくなり、商品価値も薄れる。産卵のために栄養を蓄えたことで肝が肥大化する11月から2月が一番美味しい時期とされる。

### 食材
| 項目                                   | 分量（g） |
| -------------------------------------- | --------- |
| 脂肪総量                               | 41.9      |
| 脂肪酸総量                             | 36        |
| 飽和脂肪酸                             | 8.2       |
| 一価不飽和脂肪酸                       | 18        |
| 多価不飽和脂肪酸                       | 8.5       |
| 18:2（n-6）リノール酸                  | 0.46      |
| 18:3（n-3）α-リノレン酸                | 0.25      |
| 20:4（n-6）アラキドン酸                | 0.25      |
| 20:5（n-3）エイコサペンタエン酸（EPA） | 0.46      |
| 22:6（n-3）ドコサヘキサエン酸（DHA）   | 3.6       |

この鮟鱇は、江戸時代の頃の「三鳥二魚」と呼ばれる5大珍味の1つであり、歴史的にも名高い高級食材。三鳥二魚とは、鳥＝鶴（ツル）、雲雀（ヒバリ）、鷭(バン)、魚＝鯛（タイ）、鮟鱇（アンコウ）のことである。
淡白でカロリーも低いが、例外として肝（アンキモ）はビタミンA・ビタミンB12・ビタミンD・DHA・EPAなど栄養価が高い。調理法として一般的な「あんこう鍋」は、茨城県の平潟や常磐路のあんこうとして大洗町が有名である。
体全体が柔軟性に富み、粘りがあるため、普通の魚と異なり「吊るし切り」（後述）という独特の方法で捌かれる。吊るし切りは、下あごにフック（鉤）をかけて体をつるし、アンコウの口から水を流し込んで胃を膨らませ、柔らかい胴体に張りがでたところを解体する方法である。ただし、後述のようにまな板の上で捌かれることもある（#独特の解体法を参照）。
柳肉（身肉、頬肉）の他に、皮、水袋（胃）、キモ（肝臓）、ヌノ（卵巣）、えら、トモ（ヒレ）が食用にされ、一般に「七つ道具」と呼ばれすべてがこのあんこう鍋の中に入っているが、それぞれ味と歯応えが異なり食事を楽しむ事が出来る。
| 名称   | 部位           | 解説 |
| ------ | -------------- | --- |
| ヤナギ | 身             | 「柳肉」（りゅうにく）ともいう。白身で淡白。 |
| カワ   | 皮             | コラーゲンたっぷりで味もあり、代表される部位。とも酢が代表的な一品料理。                                                                                                   |
| 水袋   | 胃             | 胃袋には特徴があり、噴門部に歯のようなものが上に2か所、下に2か所ある。この歯のようなもので噛み砕くわけではないが、丸呑みにした魚が逃げられないように「返し」になっている。 |
| キモ   | 肝臓           | いわゆるアンキモ。アンコウを美味しくしてくれる代表的な部位。「海のフォアグラ」とも呼ばれている。                                                                           |
| ヌノ   | 卵巣           | 平板状のためにそう呼ばれる。 |
| エラ   | えら           | 普通の魚においてはエラは食べないが、アンコウでは鍋に入っている。 |
| トモ   | 尾鰭や胸鰭など | 付け根が食感が良く美味しい。 |

他にもホホ肉（柳肉）や大身（尾の部分）、背骨の周りも出汁になり、基本的にあんこうは顔（歯や目）そして骨以外のすべての部位が食べられるとされる。柳肉やトモを七つ道具と呼ぶ地域もある。ただし、ホホ肉・トモは部位といえども台身と同じ肉の部分であり、本場ではエラを入れて七つ道具と呼ばれている。
一般には七つ道具と野菜を味噌または醤油味で調味しあんこう鍋として供される。
特に肝臓はアンキモと呼ばれ、ボイルしてポン酢にもみじおろしで食べるなど、美味として珍重され、見た目と食感から「海のフォアグラ」とも云われている。肉よりもその他の部位（七つ道具）の方が旨いとされる変わった魚でもある。
アンコウを購入して自宅で調理する場合、あん肝には食物連鎖の過程でアニサキス（アンコウが日常的に餌としているイカなどの一般的な魚介類に混入しやすい寄生虫）が寄生している可能性もある為、生で食べる場合は、60℃で1分間以上加熱するか、-20℃以下で24時間以上冷凍することが必要である。尚、アニサキスに関しては、よく寿司ネタになっているイカにも漁獲時に付着していることがあるものなのできちんと処理していればまったく問題性はないものでありアンコウだけが特別というわけではない。（イカの場合、漁師が市場に出荷する前にアニサキスを手で取って除去しているが、あん肝の場合、出荷前にこの作業ができず、特に輸入物のアンコウなどはきちんと温度処理されてから出荷されているかの部分で不確実性が高いため問題が起きるケースがあるとされる）
本来、純国内産のあん肝からはアニサキスはあまり出ていなかったようで、あん肝を生食しても大丈夫だったという人も多いが、近年は稀に混入が確認されることがあるという情報も漁師の間から出ている。ただし、その混入頻度は輸入物に比べると遥かに低いとされる。
アニサキスの混入頻度は漁獲される場所によっても大きく異なるようで、ボストンよりの輸入アンキモではアニサキスの混入が1kgあたり9隻でその半数近くは死滅していたとされるが、中国からの輸入アンキモではアニサキスの混入が1kgあたり111隻でその全ての生存が確認がされており、数値上で大きな開きが出ている。この情報は、国立感染症研究所のホームページで確認できる。
昭和中期には鯨肉と並び、高級食材に位置付けられる後年とは異なる安価な食材として知られ、相撲部屋でも力士の腹を満たすのによく使われたという。角界で腹が大きく出た肥満体の力士のことを「あんこ（型）」と呼ぶが、これは「あんこう」が縮まったものである。対義語（細身で筋肉質な体型）の「そっぷ」は鶏ガラのことであり、アンコウが鶏と並んでちゃんこ鍋の馴染み深い食材であったことが見てとれる。

### 独特の解体法
表面がヌルヌルして図体の大きいアンコウはまな板の上では捌きづらい。そのため、以下のような独特の解体法が用いられることがある。ただし、背中のぬめりを取り去った上で仰向けにしてまな板の上で捌かれることもある。

#### 吊るし切り

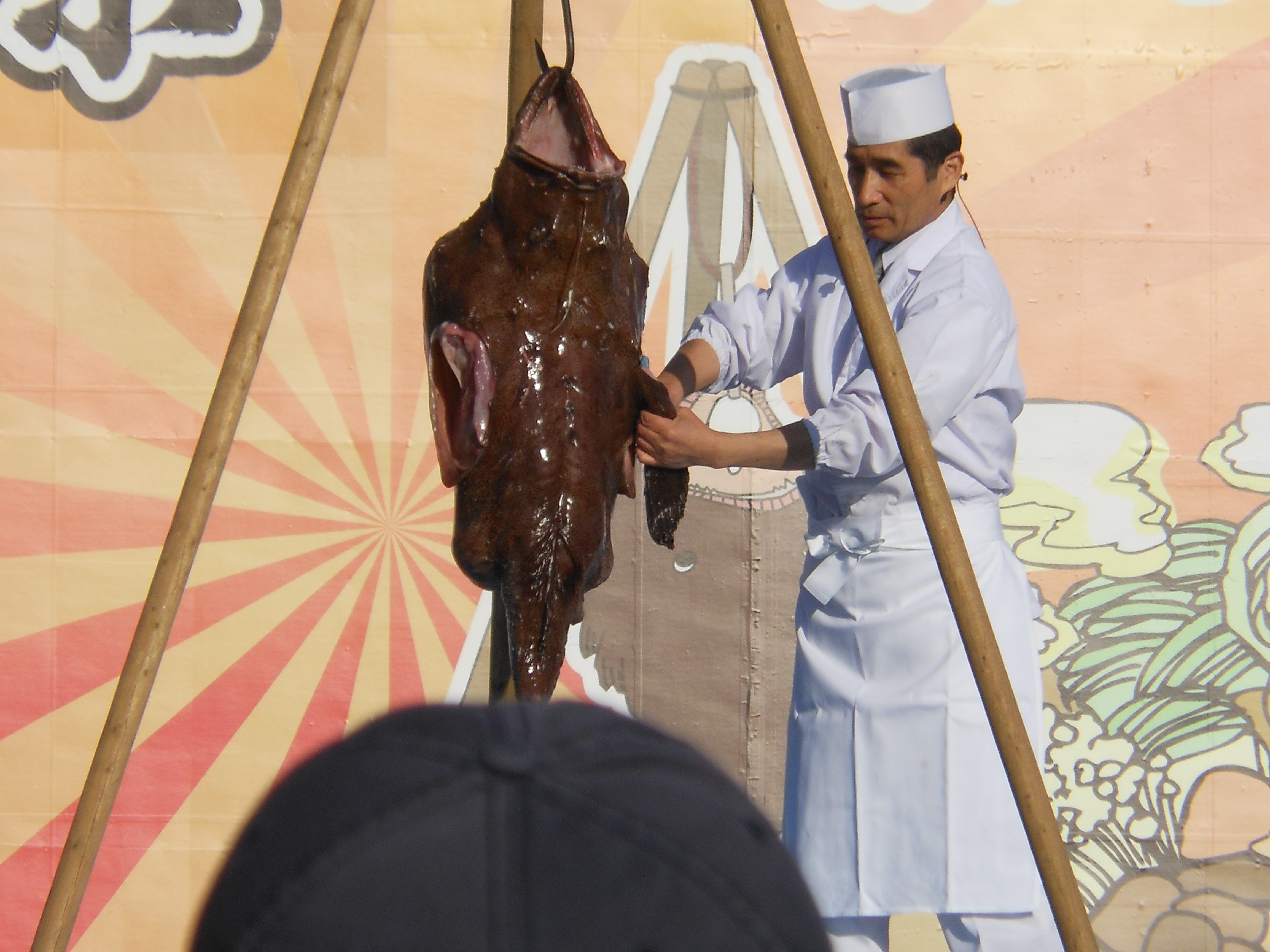
大洗あんこう祭での吊るし切りの実演

伝統の解体法としてアンコウを吊るして体内に水を入れ回転させながら捌く「吊るし切り」がある。
茨城県水産紙に「高所に吊るして置いて庖丁を入れる」、江戸時代の本草書『本朝食鑑』にも釣切として「縄を魚の下唇に貫いて横梁に懸け…」と紹介されている。
2000年代に入ってからは大洗や水戸周辺での食事処、北茨城市、新潟や千葉など各地で吊るし切りを紹介する施設が存在する。
（※吊るし切りの動画や画像資料は外部リンクを参照。）

#### 雪中切り
青森県風間浦村に伝わるアンコウの伝統の解体法としてアンコウを雪上で解体する「雪中切り」がある。

### アンコウ料理

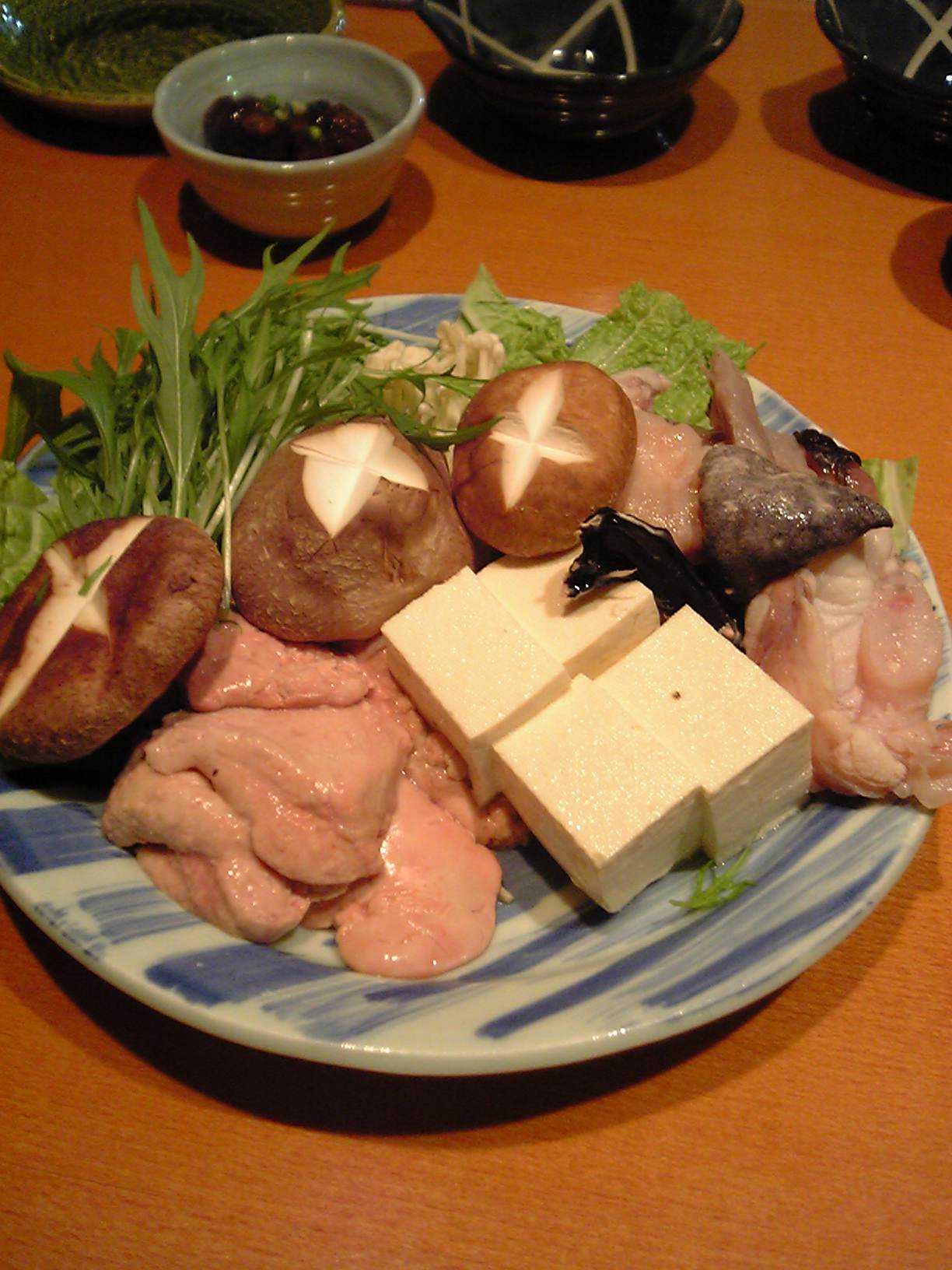
あんこう鍋の具材

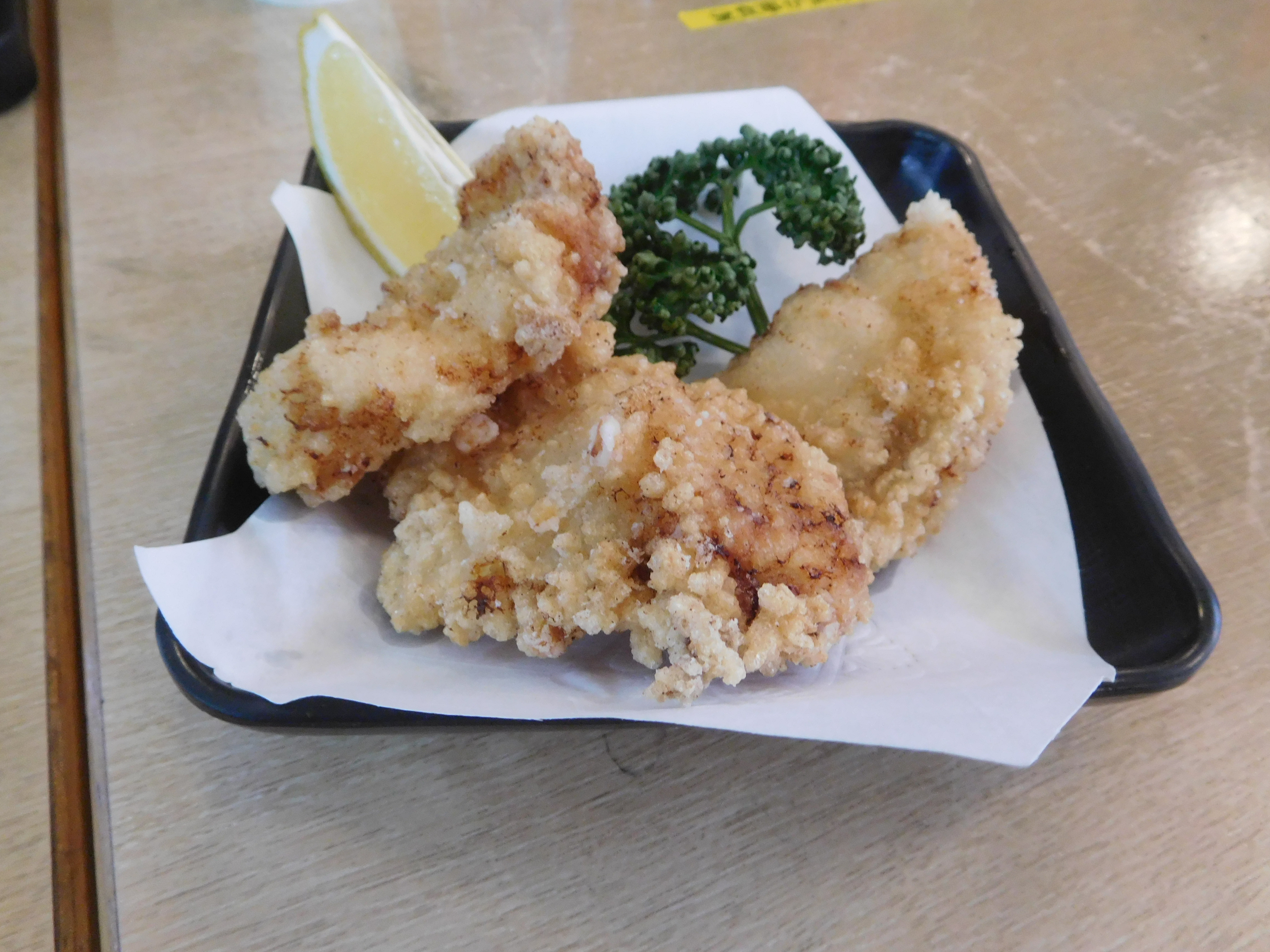
アンコウの唐揚げ

通常のあんこう鍋
一般的に提供しやすく、アンコウの具材（七つ道具）、野菜、割り下を入れておきあとは煮立てるだけの簡単な鍋。ただし、鮟鱇の下拵えに手間がかかる。味噌味や醤油味の2種類があり、郷土料理を伝える宿や食事処は味噌味が多く、料亭など高級な食事処では醤油ベースが多い。あっさりした味付けが多く初心者には食べやすい鍋。いわゆる「あんこう鍋ブーム」にあわせて作られた、比較的新しい調理法である。
どぶ汁
鍋で生肝を乾煎りしてからアンコウの具材料、野菜を入れて作る鍋。現在のあんこう鍋が流行る前、漁師達が船の上で食べたとされる古くからの調理法。あん肝が溶けてスープが濁る事から、酒の濁酒（どぶろく）から「どぶ汁」と言われている。鮟鱇は水分の多い魚で、野菜と鮟鱇の水分だけでスープが作れ、体も温まり栄養も満点だった事から重宝された。本来はスープは使わない調理法だが、この調理法は客への提供が困難で、提供している店は数少なく幻の鍋とも言われている。現在のどぶ汁はスープや酒などを加えて提供するのが一般的。
友酢（供酢）
あん肝や皮、台身などを肝と酢味噌を合わせたタレに付けて食べる。水戸の発祥と言われており、アンコウの一品料理における代表料理である。
アンコウの刺身
基本的に鮟鱇は刺身で用意することはない。ただ、骨の周りの肉など、新鮮な状態であれば刺身で食べられるとされる。あん肝を寿司にする場合、十分に血抜きをしなければならないため、基本的には湯引きしたあん肝になり完全な生では提供されない。ポン酢につけて食べるのが通とされる。
アンコウの唐揚げ
皮や身を唐揚げにして食べる。レモンをかけて食べるのが通とされる。フグに似た食感で美味。
このほかにも、胃袋を揚げたり、肝を使った豆腐など多種の料理がある。
また、「あんこう研究所」では、あんこうラーメン、ハンバーガー、コロッケなど、新しい料理の研究開発も行われている。

### 栄養価
基本的に水分（全体の約80%）。白身の部分は脂質が少なくヘルシーである。アンコウの身にはビタミンB12やB1、ナイアシン等のビタミンBが含まれ、皮膚や粘膜の健康維持、そして貧血予防に良いとされている。
対してあん肝は脂質が多く高カロリーで、ビタミンA（レチノール）やビタミンB12、ビタミンDが豊富に含まれている。肌の健康を維持したり、老化防止、視覚の暗順応に良いとされている。